# علی فرخ‌منش
علی فردریک فرخ‌منش (به انگلیسی: Ali Fredrick Farokhmanesh)‏ (۱۶ آوریل ۱۹۸۸ در پولمن، واشنگتن) بازیکن بسکتبال ایرانی‌الاصل اهل ایالات متحده آمریکا است که سابقاً برای تیم دانشگاه آیووای شمالی و اکنون در باشگاه اطریشی WBC RAIFFEISEN WELS بازی می‌کند.

## زندگینامه
او از پدری ایرانی به نام ماشاالله فرخ‌منش(که زاده شهر بروجرد می باشد) و مادر آمریکایی به نام سیندی فردریک در آمریکا به‌دنیا آمده‌است.
تیم دانشگاه آیووای شمالی در دور پایانی جام ان‌سی‌ای‌ای ۲۰۱۰ با درخشش او و پرتاب ۳ امتیازی‌اش در لحظات پایانی بازی را از تیم‌های مطرح دانشگاه نوادا در لاس وگاس و دانشگاه کانزاس برد.
پدر علی در سال ۱۹۸۰ عضو تیم ملی والیبال ایران بود.